# PX Большого Пса
PX Большого Пса (лат. PX Canis Majoris) — двойная затменная переменная звезда типа W Большой Медведицы (EW) в созвездии Большого Пса на расстоянии (вычисленном из значения параллакса) приблизительно 4918 световых лет (около 1508 парсеков) от Солнца. Видимая звёздная величина звезды — от +19,09m до +18,72m. Орбитальный период — около 0,3278 суток (7,8672 часов).